# Dierikon
Dierikon es una comuna suiza del cantón de Lucerna, situada en el distrito de Lucerna. Limita al norte con las comunas de Buchrain y Root, al este con Udligenswil, al sur con Adligenswil, y al oeste Ebikon.